# Metropolitana (Barranquilla)
Metropolitana es una de las cinco localidades en que se encuentra dividida administrativa y políticamente la ciudad colombiana de Barranquilla.

## Ubicación
Se encuentra ubicada dentro de los siguientes límites: Al noroccidente con la acera este de la carretera de la Cordialidad empalmando con la acera occidental de la calle Murillo (45) con carrera 21.
Al suroccidente con la carretera Circunvalar. Incluye zonas de expansión urbana y rural.

## División político-administrativa
La localidad cuenta con 26 barrios y es administrada por un alcalde local y una Junta Administradora Local integrada por quince (15) ediles.
Los barrios que conforman la localidad son:
| - 7 de Abril. - 20 de Julio. - Buenos Aires. - Carrizal. - Cevillar. - Ciudadela 20 de Julio. - El Santuario. - Kennedy. - La Alboraya. - La Sierra. - La Sierrita. - La Victoria. - Las Américas. | - Las Cayenas. - Las Gardenias. - Las Granjas. - Los Continentes. - Los Girasoles. - San José. - San Luis. - Santa María. - Santo Domingo de Guzmán. - Villa San Carlos. - Villa San Pedro I. - Villa San Pedro II. - Villa Sevilla |

## Sitios de interés
- Estadio Metropolitano Roberto Meléndez
- Centro Comercial Metrocentro
- Plaza Sur Éxito